# Galina Pawlowna Wischnewskaja

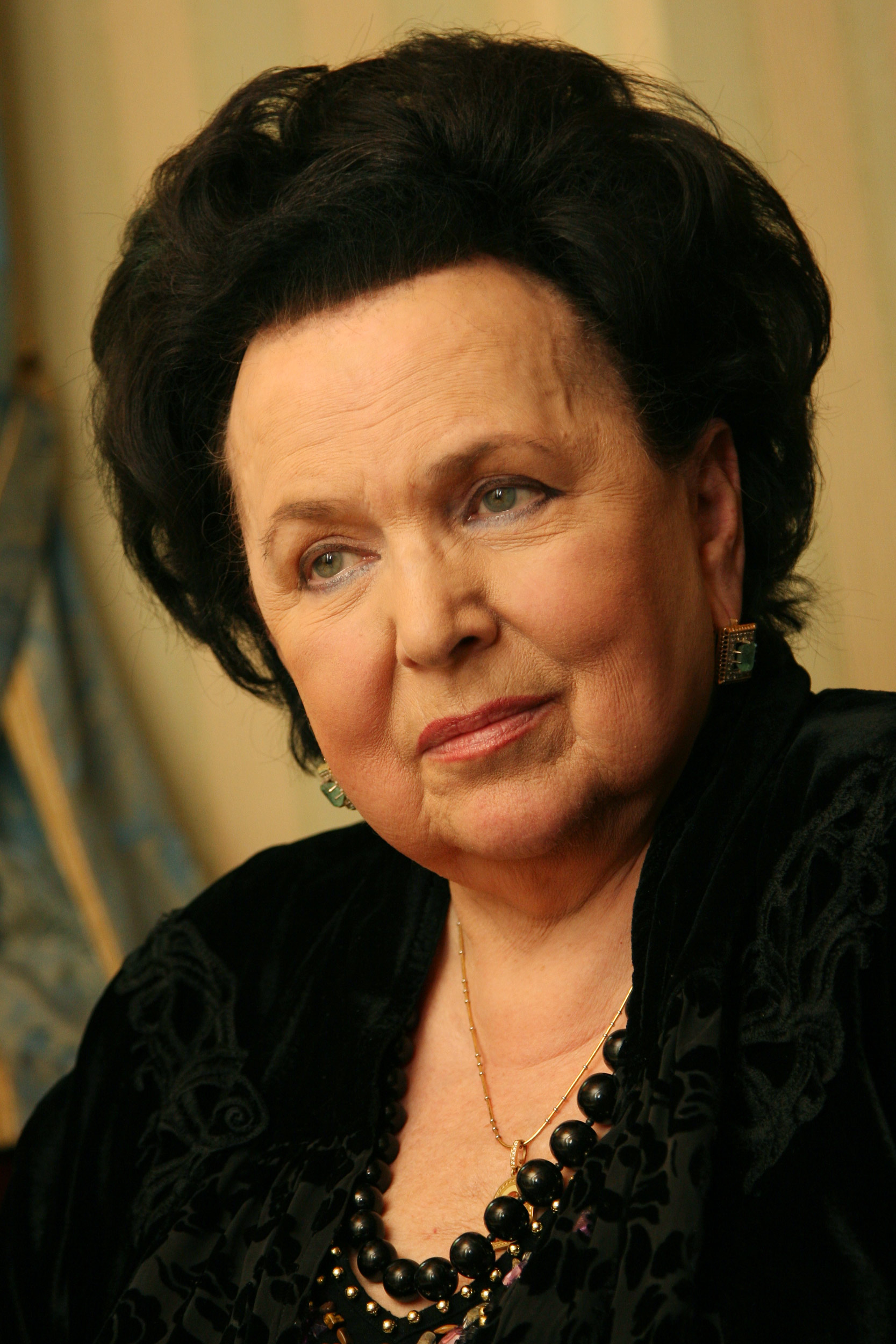
Wischnewskaja (2008)

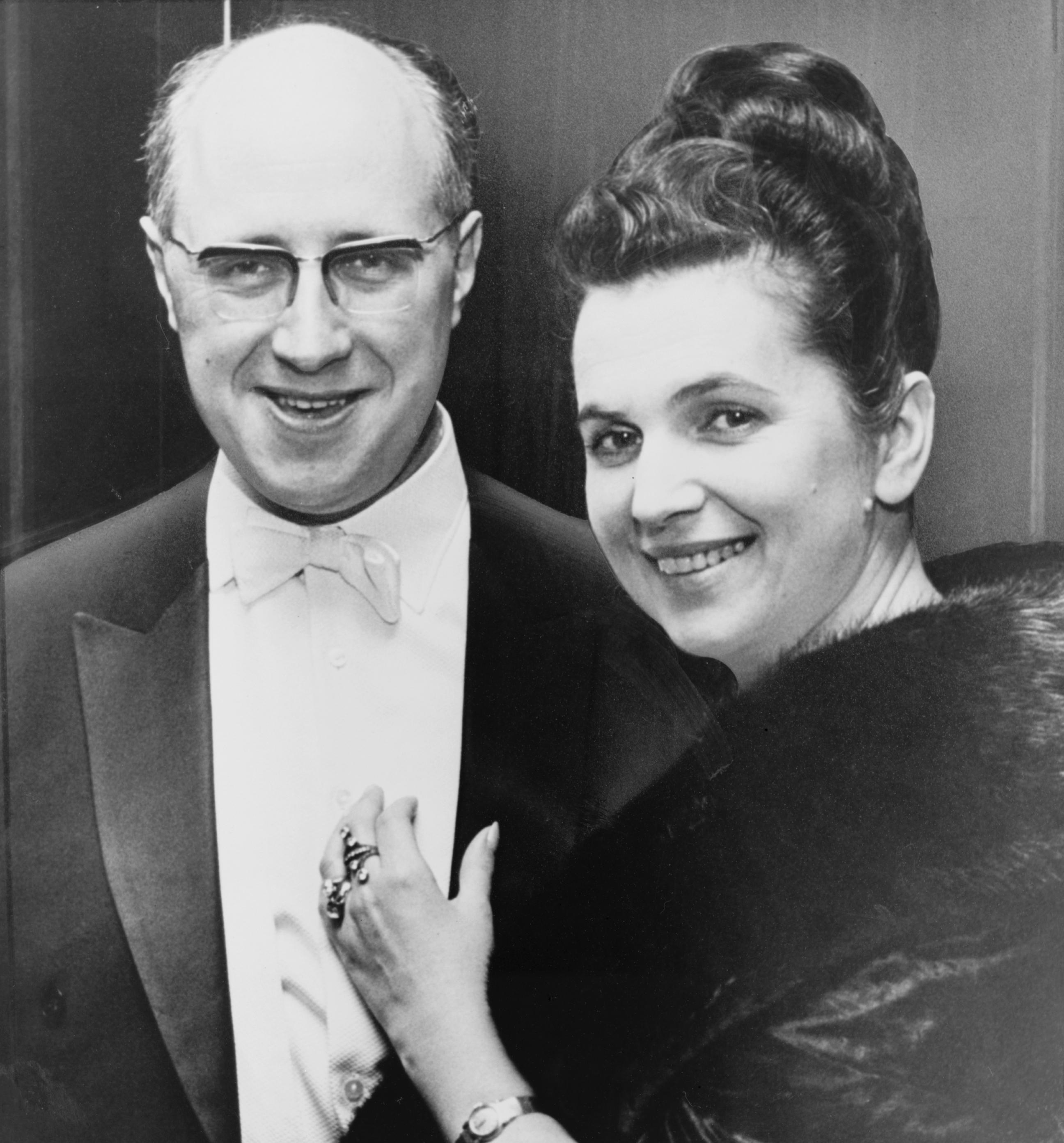
Wischnewskaja 1965 mit ihrem Gatten Mstislaw Rostropowitsch

Galina Pawlowna Wischnewskaja (russisch Гали́на Па́вловна Вишне́вская, wiss. Transliteration Galina Pavlovna Višnevskaja; * 25. Oktober 1926 in Leningrad; † 11. Dezember 2012 in Moskau) war eine russische Opernsängerin (lyrischer bis dramatischer Sopran, ursprünglich Operettensopran). Sie war seit 1955 die Gattin des Cellisten und Dirigenten Mstislaw Leopoldowitsch Rostropowitsch, mit dem sie zwei Töchter hatte.

## Leben
Wischnewskaja debütierte 1944 in Leningrad an der Operette, erfuhr Durchbruch und Wandel jedoch 1952 als Leonore in Fidelio am Bolschoi-Theater. In den 1960er und 1970er Jahren trat sie international in lyrischen (Liù in Turandot) und dramatischen Rollen (Tosca in Tosca) auf und erschien in zahlreichen Aufnahmen, unter anderem als Marina in Boris Godunow unter Herbert von Karajan.
1979 nahm sie unter der Leitung Rostropowitschs Lady Macbeth von Mzensk ihres gemeinsamen Freundes Schostakowitsch in der Originalfassung auf. 1982 erfolgte ihr Abschied von der Bühne an der Pariser Oper. Wischnewskaja wurde hauptsächlich mit zwei Rollen identifiziert: Tatjana in Eugen Onegin und Natascha in Krieg und Frieden, die sie beide ebenfalls aufnahm. Als Filmschauspielerin war sie unter anderem an Michail Schapiros Opernverfilmung Katerina Ismailowa (1966) und Alexander Sokurows Drama Alexandra (2007) beteiligt, in denen sie jeweils die Titelrolle verkörperte. Der letztgenannte Film, der von einer alten Frau handelt, die nach Tschetschenien reist, um ihren dort stationierten Enkel wiederzusehen, war 2007 im Wettbewerb der 60. Filmfestspiele von Cannes vertreten.
Der französische Komponist Marcel Landowski widmete ihr nach ihrer gleichnamigen Autobiografie die Oper Galina, die 1996 in der Opéra National de Lyon uraufgeführt wurde.

## Konflikt mit dem sowjetischen Regime und Ausbürgerung
Galina Wischnewskaja war schon früh Opfer kulturpolitischer Fehlentscheidungen des sowjetischen Regimes. So durfte sie 1962 nicht an der Uraufführung von Benjamin Brittens War Requiem in der Kathedrale von Coventry teilnehmen, weil dem sowjetischen Regime Brittens Versöhnungskonzept, drei Vertreter ehemals kriegführender Nationen gemeinsam als Gesangssolisten auftreten zu lassen, nicht passte. Treibende Kraft des Verbots war nach Wischnewskajas Autobiografie die damalige sowjetische Unions- und Republikministerin für Volksbildung (Kultur) Jekaterina Alexejewna Furzewa. 1970 nahm Galina Wischnewskajas Mann Mstislaw Rostropowitsch den Literaturnobelpreisträger Alexander Solschenizyn, der beim sowjetischen Regime in Ungnade gefallen war, in sein Haus auf und verteidigte dies in einem offenen Brief an die Zeitungen Iswestija, Prawda und Literaturnaja Gazeta. Rostropowitsch durfte daher ab 1971 nicht mehr ausreisen und erhielt fast nur noch Engagements in der sowjetischen Provinz. Auch Galina Wischnewskaja wurde schikaniert, wie in ihrer Autobiografie nachzulesen ist. 1974 blieb eine Gesamtaufnahme der Oper Tosca mit dem Ensemble des Bolschoi-Theaters unvollendet, weil Rostropowitsch, der die Leitung des Orchesters übernommen hatte, mitten in der Aufnahme die Fortsetzung des Dirigats von den Behörden untersagt wurde.
Der Vorfall bildete den Schlusspunkt einer Reihe schwerer Konflikte mit dem Regime: Nur einen Tag nach Abbruch der Tosca-Aufnahme, am 29. März 1974, beantragte Rostropowitsch für sich und seine Frau die Ausreise in den Westen. Wenige Wochen später, am 29. Juli 1974, verließ das Ehepaar mitsamt der Familie die Sowjetunion, die ihnen vier Jahre später die Staatsbürgerschaft entzog. 1990 rehabilitierte Michail Gorbatschow, der damalige Präsident der Sowjetunion, Rostropowitsch und seine Frau und bot ihnen an, erneut Sowjetbürger zu werden. Dazu äußerte sich Rostropowitsch später: „Als mir Gorbatschow 1990 das Angebot machte, einen sowjetischen Pass zu beantragen, schrieben ihm Galina und ich einen Dankesbrief und lehnten ab.“ Die letzten dreißig Jahre seines Lebens waren beide staatenlos, lebten aber seit Februar 1990 zeitweise wieder in Russland.

## Wertschätzung
Zusammen mit Irina Konstantinowna Archipowa galt Wischnewskaja als bedeutendste sowjetische Opernsängerin ihrer Generation. Dmitri Schostakowitsch widmete ihr den Sopranpart seiner 14. Sinfonie sowie seine Sieben Romanzen nach Worten von A. Blok, sein Freund Benjamin Britten den Sopranpart in seinem War Requiem, den sie freilich erst ein Dreivierteljahr nach der Uraufführung in London singen und unter Leitung des Komponisten für die Schallplatte aufnehmen konnte, weil ihr das sowjetische Regime die Teilnahme an der Uraufführung in der Kathedrale von Coventry untersagt hatte.

## Autobiografie
- Galina Wischnewskaja: Galina. Lübbe, Bergisch Gladbach 1986, ISBN 3-7857-0433-X; als Taschenbuch: Galina. Erinnerungen einer Primadonna. Piper, München 1993, ISBN 3-492-28243-1 (Übersetzung aus dem Amerikanischen ins Deutsche von Christiane Müller nach der amerikanischen Ausgabe des russischen Originals Galina. Istorija zizni).